# Семипалатинская область (Казахстан)
Семипалатинская область (каз. Семей облысы) — административная единица Казахской ССР (1939—1991) и Республики Казахстан (1991—1997).
Административный центр — Семипалатинск (с 2007 года — Семей)

## География

Карта административного деления Казахской ССР в 1959 году

Область располагалась на востоке Казахской ССР, на севере граничила с Алтайским краем РСФСР, на юго-востоке — с Китаем.

## История
На территории Семипалатинской области в XIX веке проживали племена Среднего жуза: найманы (роды бура, каратай, кокжарлы, каракерей, садыр, тортуыл), аргыны (каракесек, таракты, тобыкты), кереи, уаки.
Семипалатинская область Российской империи была создана 19 мая 1854 года. 11 декабря 1920 года область преобразована в Семипалатинскую губернию.
Семипалатинская область в составе Казахской ССР образована указом Президиума Верховного Совета СССР 14 октября 1939 года из части Восточно-Казахстанской области и Алматинской области  (при этом административный центр уменьшенной Восточно-Казахстанской области был перенесён из Семипалатинска в Усть-Каменогорск).
С 16 декабря 1991 года в составе Республики Казахстан.
3 мая 1997 года Семипалатинская область указом Президента Республики Казахстан упразднена с включением территории в состав Восточно-Казахстанской области, а 8 июня 2022 года снова выделена отдельно уже как Абайская область.

## Административное деление
В момент образования области в 1939 году в её состав входили город Семипалатинск и Абралинский, Аксуатский, Аягузский, Бель-Агачский, Жана-Семейский, Жарминский, Кокпектинский, Маканчинский, Ново-Шульбинский, Урджарский, Чингистауский, Чубартауский районы.
В конце 1939 года был образован Чарский район.
В 1940 году Чингистауский район был переименован в Абаевский.
В 1944 году Бель-Агачский район переименован в Бородулихинский. Образован Ново-Покровский район.
В 1953 году Абаевский район был переименован в Абайский. Упразднён Абралинский район.
В 1957 году упразднён Жана-Семейский район.
В 1959 году из Павлодарской области в Семипалатинскую был передан Бескарагайский район.
В 1962 году был упразднён Бородулихинский район.
В 1963 году вместо существующей сети районов были созданы сельские районы: Абайский, Аягузский, Бескарагайский, Бородулихинский, Жарминский, Кокпектинский и Урджарский. Также был создан Чарский промышленный район. Аягуз стал городом областного подчинения.
В 1964 году был упразднён Чарский промышленный район. Образованы Аксуатский и Чубартауский районы.
В 1966 году образован Жана-Семейский район, в 1969 — Маканчинский район, в 1970 — Ново-Шульбинский район, в 1972 — Чарский район, в 1980 — Таскескенский район, в 1990 — Абралинский район.
В 1989 году в состав Семипалатинской области входило: 2 города областного подчинения Семипалатинск и Аягуз и 14 районов:
| №  | Район                    | Центр                | Население (1989), чел. |
| -- | ------------------------ | -------------------- | ---------------------- |
| 1  | Семипалатинский горсовет | Семипалатинск        | 335 112                |
| 2  | Абайский                 | Карааул              | 27 080                 |
| 3  | Аксуатский               | Аксуат               | 33 100                 |
| 4  | Аягузский                | Аягуз                | 68 117                 |
| 5  | Бескарагайский           | Большая Владимировка | 32 959                 |
| 6  | Бородулихинский          | Бородулиха           | 38 609                 |
| 7  | Жанасемейский            | Семипалатинск        | 40 716                 |
| 8  | Жарминский               | Георгиевка           | 42 786                 |
| 9  | Кокпектинский            | Кокпекты             | 32 808                 |
| 10 | Маканчинский             | Маканчи              | 43 141                 |
| 11 | Новошульбинский          | Новая Шульба         | 16 977                 |
| 12 | Таскескенский            | Таскескен            | 32 065                 |
| 13 | Урджарский               | Урджар               | 45 564                 |
| 14 | Чарский                  | Чарск                | 31 812                 |
| 15 | Чубартауский             | Баршатас             | 17 478                 |

В 1996 году упразднены Жана-Семейский и Таскескенский районы.
В 1997 году упразднён Ново-Шульбинский район.
3 мая 1997 года Семипалатинская область была упразднена, а её территория в полном составе передана в Восточно-Казахстанскую область.

## Население
По результатам Всесоюзной переписи населения 1989 года население Семипалатинской области составило 838 324 
 чел. (городское — 429 255, сельское — 409 069), из них мужчин — 407 038 чел., женщин — 431 286 чел.

### Национальный состав
Среди населения в 1970 преобладали казахи (43,5 %) и русские (40 %), немцы (6,6 %), украинцы (2,5 %), татары (2,6 %), белорусы, узбеки, уйгуры, мордва и таджики.

## Акимы
Семипалатинский областной комитет КП Казахстана
1. Чернов, Вячеслав Федорович[7] (1992—1994)
2. Жакиянов, Галымжан Бадылжанович (1994—1997)
3. Метте, Виталий Леонидович (март — 17 апреля 1997)